# Народный артист НРБ
Наро́дный арти́ст Наро́дной респу́блики Болга́рия (болг. Почетно звание «Народен артист») — почётное звание в наградной системе Народной республики Болгария.
Всего звание было присвоено 277 раз. Среди удостоенных звания певцы Лили Иванова, Бедрос Киркоров, русский театральный деятель Николай Массалитинов (1948, одно из первых присвоений).

## История
Учреждено указом № 960 Президиума Великого Народного собрания Болгарии от 15 июня 1948 года.
Присваивалось за выдающиеся заслуги в области искусства и культуры лицам, уже имеющим звание заслуженного артиста НРБ. Удостоенные звания получали диплом и нагрудный знак, им устанавливалась ежемесячная денежная выплата в размере 100 левов (до 17 мая 1966 года — 140 левов).
Торжественная церемония чествования удостоенных звания проходила 24 мая.
Среди первых удостоенных звания глава школы-студии при Народном театре в Софии (с 1948 Высший институт театрального искусства), воспитавший несколько поколений мастеров болгарской сцены, Николай Массалитинов (1948), Стефан Македонский (1948), Панчо Владигеров (1949), Иван Димов (1949).
Звание отменено указом № 3520 Государственного совета НРБ от 30 декабря 1987 года.